# Can Gelada
Can Gelada és una masia gòtica de Fontcoberta (Pla de l'Estany) inclosa a l'Inventari del Patrimoni Arquitectònic de Catalunya.

## Descripció
Can Gelada és una típica masia agrícola formada per diversos cossos agregats a un cos principal cobert a dues aigües, amb la façana mirant a sud, en la que hi destaquen la porta d'accés dovellada i situada en l'eix de simetria de l'edifici. Sobre aquesta hi ha una notable finestra gòtica, des d'aquesta façana, l'edifici progressa cap al nord, formant una planta rectangular al sector de llevant hi ha adossat un altre cos, també cobert a dues aigües i que es connecta amb el primer mitjançant un tercer element de juxtaposició. Aquest segon cos fa que l'era de la masia es tanqui a llevant, ja que està més avançat que la façana del cos principal.

## Història
La masia ha estat rehabilitada, encara que a la façana principal s'ha conservat l'antiga disposició d'obertures, la reforma ha estat sobretot a nivell de cobertes (arreglades sense modificar-les) i rejuntat de les pedres de façana, antigament hi havia un altre cos de pallissa a l'oest, tancant l'era de la masia, que així només s'obria al sud.